# Yahyalı (district)
Yahyalı is een Turks district in de provincie Kayseri en telt 37.834 inwoners (2007). Het district heeft een oppervlakte van 1554,5 km². Hoofdplaats is Yahyalı.
De bevolkingsontwikkeling van het district is weergegeven in onderstaande tabel.
| 1997   | 2000   | 2007   |
| ------ | ------ | ------ |
| 42.630 | 43.203 | 37.834 |